# Бромид ванадия(II)
Бромид ванадия(II) — неорганическое соединение, соль металла ванадия и бромистоводородной кислоты с формулой VBr2, светло-коричневые кристаллы, реагирует с водой.

## Получение
- Восстановление водородом бромида ванадия(III):

{\displaystyle {\mathsf {2VBr_{3}+H_{2}\ {\xrightarrow {500^{o}C}}\ 2VBr_{2}+2HBr}}}

## Физические свойства
Бромид ванадия(II) образует светло-коричневые кристаллы.
тригональной сингонии, пространственная группа P 3m1, параметры ячейки a = 0,3768 нм, c = 0,6180 нм, Z = 1.
С аммиаком образует аддукт вида VBr2• 6NH3.

## Токсичность
Наряду с другими соединениями ванадия токсичен и канцерогенен.